# Pholiderpeton
Eogyrinus, Pholiderpeton attheyi, Eogyrinus attheyi
Genre
Synonymes
- †Eogyrinus Watson, 1926

Espèce
Synonymes
- †Eogyrinus attheyi Watson, 1926

Pholiderpeton est un genre fossile de tetrapoda de la famille des Eogyrinidae. Selon Paleobiology Database en 2023, ce genre a trois espèces dont Pholiderpeton attheyi.
Pholiderpeton était l'un des plus grands tétrapodes du Carbonifère, et peut-être l'un des plus grands de sa famille, les Eogyrinidae, avec 4,60 mètres de longueur. 

## Classification
Le genre Pholiderpeton est décrit en 1869 par le paléontologue britannique Thomas Henry Huxley (1825-1985),
L'espèce Pholiderpeton attheyi est décrite en 1926 par le zoologiste britannique David Meredith Seares Watson (1886-1973) sous le protonyme Eogyrinus attheyi,

### Répartition
Les fossiles d'Eogyrinus sont connus du nord de l'Angleterre.

### Étymologie
Eogyrinus vient du grec eos, signifiant « aube », et gyrinos, signifiant « têtard ».

### Historique
Une étude de 1987 faite par Jennifer Alice Clack (1947-2020) suggère que l'amphibien Pholiderpeton décrit par Thomas Henry Huxley en 1869 est le même animal qu’Eogyrinus. Si tel est le cas, le nom de Pholiderpeton est prioritaire.

## Présentation
Eogyrinus semble avoir été un puissant nageur qui a rapidement traversé l’eau en déplaçant sa longue queue d’un côté à l’autre. C’était peut-être un prédateur, guettant sa proie à la manière d’un crocodile moderne. C'était un animal de construction légère, pesant environ 560 kilogrammes. 

### Publications originales
- [1926] (en) David Meredith Seares Watson, « Croonian lecture.—The evolution and origin of the Amphibia », Proceedings of the Royal Society of London, Series B, vol. 214,‎ 1926, p. 189-257.
- [1869] (en) Thomas Henry Huxley, « On a new labyrinthodont from Bradford », Quarterly Journal of the Geological Society, vol. 25,‎ 1869, p. 309-311 (lire en ligne).